# Khúc Nghĩa
Khúc Nghĩa (chữ Hán: 麴義, bính âm: Qū Yì) là một vị tướng lĩnh quân sự cuối thời Đông Hán. Ông tham gia cuộc chiến tranh quân phiệt thời Tam Quốc trong lịch sử Trung Quốc, phục vụ cho thế lực của lãnh chúa Viên Thiệu.

## Tiểu sử
Khúc Nghĩa là người ở Lương châu, sau theo Viên Thiệu làm tướng. Ông nổi tiếng trong trận Giới Kiều, là chỉ huy quân đội của Viên Thiệu trong trận này.
Anh hùng ký của Vương Xán chép: Công Tôn Toản đánh giặc Khăn vàng ở Thanh châu xong, về đóng quân ở huyện Quảng Tông, rồi đánh Ký châu, tự phong quan chức, nhiều người đi theo.
Năm 191, Viên Thiệu tiến đánh Công Tôn Toản, 2 bên gặp nhau ở phía nam Giới Kiều, cách cầu 20 dặm. Quân bộ của Toản có hơn 3 vạn, bày trận hình vuông; quân kỵ ở 2 bên đều có hơn 5000; quân "bạch mã nghĩa tòng" (cưỡi ngựa trắng) làm trung quân, cờ xí mũ giáp sáng rợp trời đất.

### Dùng nỏ phá kỵ binh
Viên Thiệu sai Khúc Nghĩa đem 800 quân làm tiền phong, cùng 1000 quân cung nỏ đi theo, Thiệu tự dẫn mấy vạn quân bộ bày trận ở sau. Nghĩa lâu ngày ở Lương châu, hiểu quen cách đánh trận của người Khương, quân sĩ đều kiêu dũng.
Toản thấy quân của Khúc Nghĩa ít, liền phái Thứ sử Ký châu Nghiêm Cương (嚴綱) dẫn kỵ binh xông lên. Quân của Nghĩa nép dưới khiên, khi địch đến cách mấy chục bước thì đồng loạt đứng dậy, tung bụi hô to, dùng nỏ lớn bắn. Nghiêm Cương tử trận, quân của Toản tan vỡ, chết hơn nghìn người, bỏ chạy.
Khúc Nghĩa đuổi theo đến Giới Kiều, hậu quân của Công Tôn Toản quay lại đánh nhau ở trên cầu. Nghĩa đánh lui chúng, rồi đến trại của Toản, nhổ phá cửa trại, quân còn lại trong trại đều tan chạy.

### Giải vây cứu chúa
Viên Thiệu ở phía sau, cách cầu mấy chục dặm, thấy Toản đã vỡ trận thì không thèm phòng bị, xuống ngựa cởi yên, chỉ đặt mấy chục cây nỏ cứng ở dưới trướng, hơn 100 quân cầm kích lớn đi theo.
Lúc đó có hơn 2000 quân kỵ của Công Tôn Toản bất thần xông đến, vây Thiệu mấy vòng, tên bắn như mưa. Điền Phong đỡ Thiệu muốn trốn vào sau tường, Thiệu cởi mũ trụ ném xuống đất nói: "Đại trượng phu nên đánh đến chết, lại thèm trốn sau tường để được sống sao?" Khúc Nghĩa quay lại cứu Thiệu, quân của Toản tan chạy.

### Cậy công kiêu căng
Theo những ghi chép của sử gia Trần Thọ trongTam quốc chí, Khúc Nghĩa sau đó cậy mình có công, tỏ ra kiêu ngạo, rồi bị Viên Thiệu giết.

## Trong văn học
Trong tiểu thuyết Tam quốc diễn nghĩa của nhà văn La Quán Trung, nhân vật Khúc Nghĩa là tướng của Viên Thiệu, đấu tay đôi với nhân vật Triệu Vân, mới một hiệp bị Vân đâm chết. Khúc Nghĩa trở thành nạn nhân đầu tiên trong vô số các chiến công hư cấu của nhân vật Triệu Vân trong tiểu thuyết.